# 支配者 (X-ファイルのエピソード)
「支配者」は（原題:Herrenvolk）は『X-ファイル』のシーズン4第1話で、1996年10月4日にFOXが初めて放送した。なお、本エピソードは「ミソロジー」に属するエピソードであり、シーズン3最終話「タリサ・クミ」から続くエピソードである。オープニングのスローガンは「The Truth is Out There」から「Everything Dies」（全ては滅びる）に差し替えられている。　
原題の「Herrenvolk」は支配人種（ナチズムで使用された概念）を意味するドイツ語である。
1999年3月21日、「タリサ・クミ」と本エピソードがテレビ朝日の日曜洋画劇場にて「MASTER PLAN」というタイトルで放送された。

## スタッフ
- 監督:R・W・グッドウィン
- 脚本:クリス・カーター

## キャスト

### レギュラー
- デイヴィッド・ドゥカヴニー - フォックス・モルダー特別捜査官
- ジリアン・アンダーソン - ダナ・スカリー特別捜査官
- ミッチ・ピレッジ - ウォルター・スキナーFBI副長官
- ウィリアム・B・デイヴィス - シガレット・スモーキング・マン

### ゲスト
- スティーヴン・ウィリアムズ - ミスターX
- ブライアン・トンプソン - バウンティハンター
- ロイ・シネス - ジェレマイア・スミス
- レベッカ・トゥーラン - ティナ・モルダー
- ヴァネッサ・モーレイ - サマンサ・モルダー
- ローリー・ホールデン - マリタ・コバルービアス
- ドン・S・ウィリアムズ - ファースト・エルダー
- モリス・パニッシュ - 銀髪の男
- ブレンダン・ベイサー - ペンドレル捜査官

## ストーリー
カナダのアルバータ州にある農村地帯で、電話線の点検をしていた作業員がハチに刺される。作業員は大きくのけぞった後に電柱から転落して、そのまま息を引き取った。その様子を見た子供5人が駆け寄ってきたが、救急車を呼ぶこともなくその場を去る。
モルダーとスカリー、ジェレマイア・スミスはバウンティ・ハンターに追いかけられていた。一瞬の隙を突いたモルダーはスミスを連れて逃走することに成功したが、水辺に追い詰められる。物陰に隠れたモルダーは、追ってきたハンターの急所である首の付け根をエイリアン製の武器で突き刺すことに成功した。スカリーを置き去りにして、モルダーとスミスはボートで対岸へと渡った。ハンターの死体を調べるためにスカリーが近寄ったところ、突然ハンターが起き上がり、スカリーの首を締め上げる。ハンターは2人の行方を言うようと脅しつけたが、スカリーが何も知らないことを悟ると、彼女の首を絞めるのを止めた。
ボートで移動する最中、モルダーとスミスはティナ（モルダーの母親）を助けるべきか否かで揉めていた。何としてでも母親を助けたいモルダーに対し、スミスは寄り道してシンジケートに捕まることを怖れる。口論の末に、モルダーは母親の病室を訪れることが危険な行為であることを受け入れた。スミスからサマンサの居場所を聞き出したモルダーは、カナダへと急行した。その頃、ティナの病室にはファースト・エルダーとシガレット・スモーキング・マンがいた。ファースト・エルダーはスモーキング・マンに内部に裏切り者がいると伝えに来たのである。スモーキング・マンは裏切り者をあぶり出すために、「ティナが危篤状態に陥った」という誤情報を流すことにした。
人質にしたスカリーにかかってきた電話から、バウンティ・ハンターはモルダーの行方を知った。ハンターはスカリーを解放し、2人を追うことにした。ワシントンD.C.に戻ったスカリーは、スキナーからジェレマイア・スミスとして勤務していた人々が失踪したと告げられた。そこで、スカリーはペンドレルと共にスミスたちのファイルを調査し、暗号化されたファイルの解読を試みることにした。陰謀の全体像がつかめないスカリーはミスター・Xとの接触を図った。Xはスカリーに政府が長年実施している種痘について調べるよう指示を出し、モルダーの母親が危篤状態にあることを話す。
その頃、モルダーとスミスの乗った車がガス欠を起こしていた。仕方なく徒歩で移動していると、アリに覆われた作業員の死体を発見した。目的地に到着した二人は、誘拐されたときのサマンサの姿をしていた症状たちを目にする。スミスによると、彼女たちは話すことも出来ないし、感情もないのだという。ガソリンの缶を発見したモルダーは、女の子の一人を連れて帰ろうとした。そこにバウンティ・ハンターがやって来た。追跡の果てに、ハンターは2人をハチだらけの洞窟に追い詰めることに成功したが、2人が仕掛けた罠にはまってしまう。
スカリーとペンドレルはスキナーと政府高官らにスミスの集めていたデータについて説明していた。スミスたちはアメリカ人のカタログを作成していたのだという。その頃、ハンターはモルダーとスミスに追いつき、モルダーを殴打して気絶させた。しかし、肝心のスミスを捕り逃したハンターは、どこかへと去っていった。ティナの病室に入ったモルダーは、自分が母親を助けられなかったという無力感に打ちひしがれる。
シンジケートはXをモルダーのアパートに呼び寄せ、そこに潜んでいた銀髪の男に銃撃させた。自らの死を確信したXは最後の力を振り絞ってSRSGという血文字を残した。その文字を見たモルダーは「国際連合事務総長特別代行」（Special Representative of the Secretary General of the United Nations）を連想し、当該役職に就いているマリタ・コバルービアスの元を訪れた。コバルービアスは「カナダのあの場所は破壊されました」とモルダーに告げる一方で、クローン技術によって産み出された子供たちの写真を手渡した。
ティナの病室に来たスモーキング・マンは、バウンティ・ハンターにティナの治療を命じる。命令の意図が分からないハンターに対し、スモーキング・マンは「最も恐ろしい敵は失うものが何もない人間だ」と言い聞かせた。ハンターがティナの顔に手をかざすと、彼女は昏睡状態から覚醒する。

## 製作
サマンサのクローンが誘拐されたときと同じ姿、つまり少女のままで登場したのはクリス・カーターの意向によるものである。カーターはサマンサを『X-ファイル』の重要な要素の一つであり、サマンサを登場させることはシリーズに活力をもたらすと考えていた。また、シーズン3の終りには、ミスター・Xを死なせることが制作スタッフの間で合意事項になっていた。勿論、そこに至るまでには「Xにはまだまだ活躍の余地がある」と考えるスタッフと「Xにはモルダーに協力した代償を払わせるべきだ」と考えるスタッフの間で激しい議論があった。最終的に、制作陣は後者の意見を採用することにした。そして、Xの代わりとなる情報提供者として、マリタ・コバルービアスが登場することになった。
ミスター・Xの死亡シーンは本エピソードの核になるシーンでもあるため、撮影は複数回に及んだ。フランク・スポットニッツは「あのシーンはXの死の手向けになったと思う」と述べている。なお、R・W・グッドウィンはミスター・Xだけではなく、ディープ・スロート、ビル・モルダー、メリッサ・スカリーといった主要人物の死を描いたエピソードの監督を務めている。
クローンたちが生活していた農場のシーンの撮影には、カムループス（バンクーバーから車で3時間半ほどの距離にある町）にあるトチバニンジン属の植物が生い茂っている野原が使用されることになった。スポットニッツはこの場所を見て「死後世界のようだ」と思ったという。バンクーバーを離れて撮影する経験が少なかったためか、スタイリストやメイク担当者及び衣装を運搬するトラックが道に迷うという事態が発生した。なお、洞窟の中にある蜂の巣は本物ではなく、ガラス繊維によってつくられたものである。
制作スタッフは「女王蜂がいなければ、働き蜂は人を刺すことはない」と思い込んで、数千匹の働き蜂を手配したが、それは間違いだった。この勘違いのせいで、サマンサを演じるヴァネッサ・モーレイがハチに刺されてしまったが、彼女は撮影中一切声を上げなかった。それを知ったスポットニッツはモーレイのことを「軍人さん」と呼ぶようになったという。また、オープニングのシーンには5人の男の子が出てくるが、実際に演じていたのは2人の子役である。残りの3人はモーション・コントロール・カメラによって2人の動きをコピーすることでつくられたものである。その際、同じシーンを複数回撮影する必要が生じたが、カメラはコンピュータによって操作されていたため、毎回全く同じ動きが出来るようになった。このことによって、視聴者に違和感を覚えさせないほど滑らかな映像を撮影することが出来た。
なお、カーターは本エピソード撮影中から劇場版第1作の構想を描き始めていたという。

## 評価
1996年10月4日、FOXは本エピソードを初めてアメリカで放映し、2111万人の視聴者を獲得した。本エピソードは視聴者数が2000万人を超えた初めての回となった。
『エンターテインメント・ウィークリー』は本エピソードにA-評価を下し、「ロケ地の特性を最大限に生かしている」「ジェレマイア・スミスのその後を曖昧にしたのが良い。ありとあらゆる可能性が残されたからである」と評している。『A.V.クラブ』のザック・ハンドルンは本エピソードにB+評価を下し、「物語が進展したのかしないのか判然としない立ち泳ぎのようなプロット」に苦言を呈しつつも、「緊張感は保っている」と述べている。また、ハンドルンはミスター・Xの死亡シーンを取り上げ、「ショックを受けた」「『X-ファイル』の登場人物の死としては、最も印象に残ったものの一つである」と述べる一方で、「新たな情報提供者であるコバルービアスがすぐに登場したのは、Xの死の衝撃を軽減している」と批判している。